# Gottlob Frick
Gottlob Frick (ur. 28 lipca 1906 w Ölbronn, zm. 18 sierpnia 1994 w Mühlacker) – niemiecki śpiewak operowy, bas.

## Życiorys
Był synem leśniczego, najmłodszym z trzynaściorga rodzeństwa. Studiował w konserwatorium w Stuttgarcie u Fritza Windgassena, następnie był członkiem chóru stuttgarckiej opery. Debiutował jako solista w 1934 roku w Coburgu rolą Dalanda w Holendrze tułaczu Richarda Wagnera. W kolejnych latach występował we Fryburgu Bryzgowijskim i Królewcu. Od 1938 do 1952 roku był członkiem zespołu opery w Dreźnie. W latach 50. występował na scenach operowych w Wiedniu, Berlinie, Monachium i Hamburgu. W latach 1957–1967 gościnnie śpiewał w Covent Garden Theatre w Londynie. Regularnie gościł na festiwalu w Bayreuth, występował też w mediolańskiej La Scali. W 1961 roku rolą Fafnera w Złocie Renu debiutował na deskach nowojorskiej Metropolitan Opera. W 1970 roku przeszedł na emeryturę, sporadycznie występował jednak jeszcze z koncertami.
Dysponował głębokim głosem o ciemnej barwie. Ceniony był szczególnie jako odtwórca partii wagnerowskich. Kreował ponadto m.in. role Sarastra w Czarodziejskim flecie, Filipa II w Don Carlosie, Ojca Gwardiana w Mocy przeznaczenia, Osmina w Uprowadzeniu z seraju. 